# Fabrizio Rossi Longhi
Fabrizio Rossi Longhi (Roma, 9 giugno 1926 – Roma, 19 aprile 2022) è stato un diplomatico, commediografo e memorialista italiano, biografo di Umberto II di Savoia negli anni dell'esilio.

## Biografia

### Ambiente familiare
Fabrizio Rossi Longhi nasce da una nobile famiglia di diplomatici; suo padre Alberto e suo zio Gastone fanno parte della diplomazia italiana. Il 13 giugno 1946, Alberto Rossi Longhi, capo della legazione italiana a Lisbona, accoglie l'ex re Umberto di Savoia in esilio volontario dall'Italia. La figura dell'ex sovrano colpisce particolarmente il figlio ventenne del rappresentante italiano in Portogallo.

### Carriera diplomatica
Laureatosi in giurisprudenza all'Università di Trieste, Fabrizio Rossi Longhi entra in diplomazia il 1º gennaio 1953, a seguito di concorso pubblico, ed è assegnato alla Direzione generale degli affari politici. L'anno dopo è trasferito come viceconsole a Parigi, in coincidenza con il trasferimento del padre dalla capitale francese nella Madrid di Francisco Franco. Nel 1955 è segretario della rappresentanza permanente d'Italia presso la NATO. Resta a Parigi per altri tre anni; la sua casa parigina ospita gli incontri conciliatori tra l'ex-re e i capi dei due partiti monarchici italiani Achille Lauro e Alfredo Covelli. Rossi Longhi è anche testimone del colloquio tra Umberto di Savoia e Ashraf Pahlavi, sorella dello scià Mohammad Reza, nel quale si prese atto dell'inopportunità di un possibile matrimonio tra il sovrano persiano e la principessa Maria Gabriella, per le differenze culturali e religiose. Nel 1959 è console a Vienna e, quattro anni dopo, Primo segretario di legazione a Praga.
Nel 1965, Fabrizio Rossi Longhi rientra alla Farnesina ed è assegnato alla Direzione generale degli affari economici, nella quale, una volta promosso Consigliere d'ambasciata, è posto a capo dell'Ufficio I. Tra il 1969 e il 1974, Rossi Longhi è a Ottawa e, grazie ai suoi uffici diplomatici, favorisce una visita di Giovanna di Savoia, ex regina di Bulgaria, presso il governatore canadese Roland Michener. Nel 1975 è a Strasburgo, in qualità di Vice Presidente del Comitato di direzione del Fondo di ristabilimento del Consiglio d'Europa; a Vienna, commemora il principe Eugenio di Savoia alla presenza del Presidente federale austriaco Rudolf Kirchschläger. Nel 1977 è ambasciatore ad Amman e, nel 1986, ambasciatore a Dar es Salaam accreditato anche per le Isole Comore, sino al 1989. Al compimento del 65º anno d'età, è collocato a riposo.

### Attività letteraria e di conferenziere
In parallelo con la carriera diplomatica, Fabrizio Rossi Longhi può vantare una originale attività di commediografo, essendo autore della tragicommedia in due atti Julien, la beffa di Mefistofole (1959) e del saggio Le ali di Pegaso (1990), una ricerca narrativa del fondo di verità del mito di Perseo. In seguito ha raccolto i suoi ricordi relativi ai rapporti avuti con Umberto II di Savoia nel memoriale Umberto II. L'Italia e l'Europa, pubblicato a Torino nel 2005. Nel 2006, in occasione delle manifestazioni nazionali celebrative per il tricentenario dell'assedio di Torino (1706), ha tenuto una conferenza avente ad oggetto: Attualità dell'opera di Eugenio di Savoia nei suoi riverberi presenti.
Per la sua vicinanza a Casa Savoia e come biografo di Umberto II, Fabrizio Rossi Longhi, il 19 marzo 2011, è tra gli ospiti d'onore alla celebrazione ufficiale del 150º anniversario della Proclamazione del Regno d'Italia, allestita dall'Unione Monarchica Italiana e la Consulta dei Senatori del Regno, presso l'aula consiliare della Provincia di Roma, a Palazzo Valentini. È altresì invitato dal Sindaco di Roma Gianni Alemanno, il 25 ottobre 2012, all'inaugurazione di una piazza nel parco di Villa Ada, intitolata all'ex re d'Italia.
Nel 2018, ha raccolto le sue riflessioni sulla politica internazionale del novecento nel volume "Il labirinto. Limite al mondialismo nella logica del diritto internazionale", per i tipi delle Edizioni Neos.

### Opere
- Julien, la beffa di Mefistofole. Tragicommedia in due atti, un prologo ed una conclusione, G. Casella, Napoli, 1959.
- Le ali di Pegaso, Shakespeare and Company, Milano, 1990.
- Il messaggio 'ritenuto' del presidente Gronchi al Presidente Eisenhower, in: Marcello Saija (a cura di), Gaetano Martino. Scienziato, rettore, statista (1900-1967). Atti del Convegno internazionale di studi, Messina, 24-26 novembre 2000, Trisform, Messina, 2003.
- Umberto II. L'Italia e l'Europa. Memorie, Associazione immagine per il Piemonte, Torino, 2005.
- Il labirinto. Limite al mondialismo nella logica del diritto internazionale, Edizioni Neos, Torino, 2018.